# Lippo Memmi
Pour les articles homonymes, voir Memmi.
Filippo di Memmo dit Lippo Memmi (Sienne, 1291 - 1356) est un peintre italien de l'école siennoise de la pré-Renaissance artistique italienne, qualifié de « primitif siennois ». Il est le plus proche disciple de Simone Martini, dont il est aussi le beau-frère.
Dans le contexte siennois de la première moitié du XIVe siècle, Lippo Memmi est l'un des artistes les plus importants, et son art était sans aucun doute extrêmement apprécié car il reflétait les goûts les plus typiques de l'environnement aristocratique siennois de l'époque.

## Biographie

### Formation

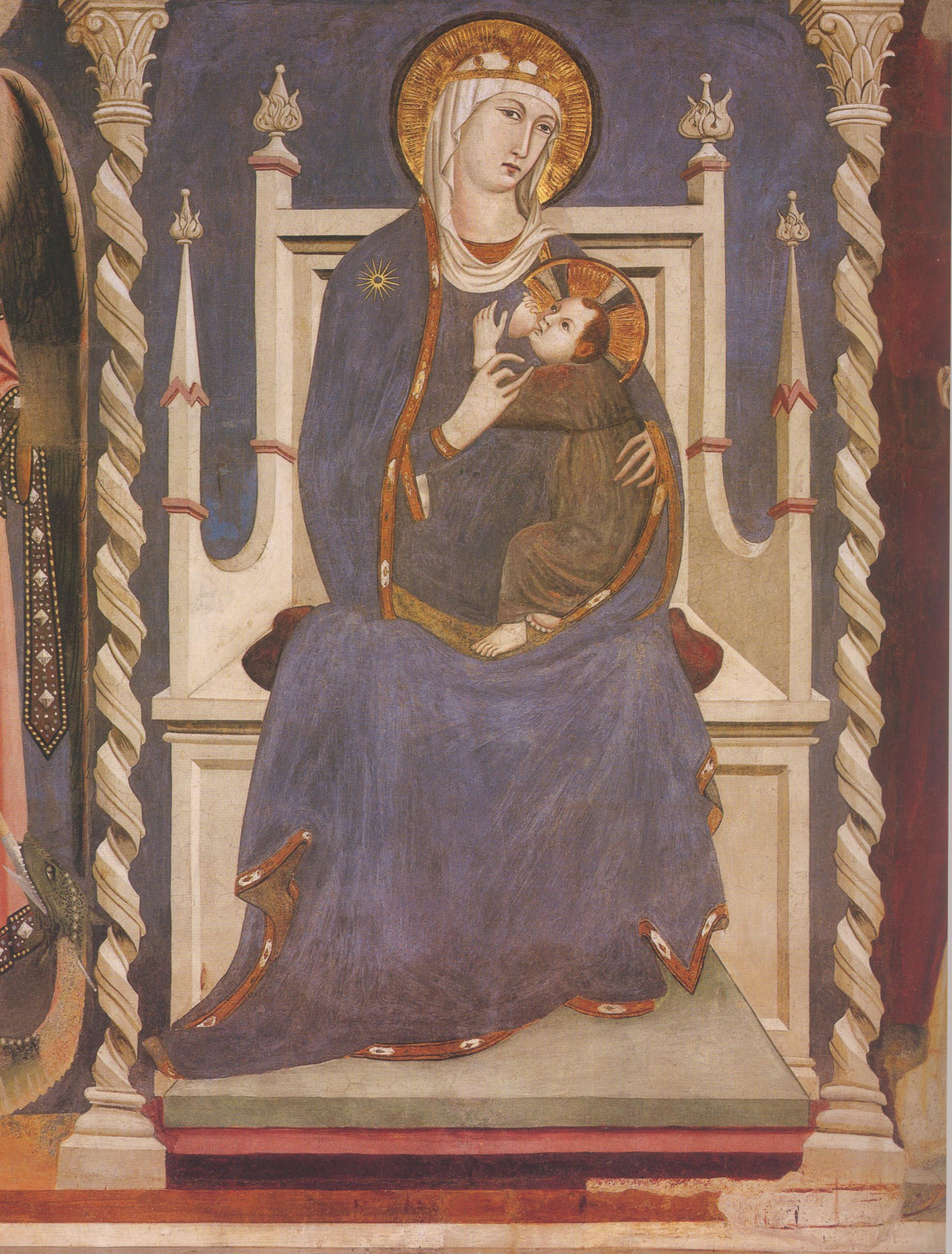
Madonna del Latte, Sant'Agostino, San Gimignano.

Lippo Memmi se forme à San Gimignano dans l'atelier de son père, Memmo di Filippuccio, un peintre d'origine siennoise. Il entre rapidement en contact avec Simone Martini qu'il rencontre probablement quand Simone est à San Gimignano à l'occasion de la réalisation d'une Vierge, dont il ne reste que le visage, dans l'église San Lorenzo al Ponte (vers 1310) ; cette rencontre peut avoir abouti à la collaboration de Lippo en tant qu'apprenti, dans la fresque de la Maestà du Palazzo Pubblico de Sienne, que Simone peint en 1315 et qu'il restaure ensuite en 1321.
Certains fragments de fresques, qui ont survécu à la destruction baroque de l'église Sant'Agostino à San Gimignano, peuvent être datés de cette première phase de Lippo, dont une Madonna del latte et quelques figures de saints.

### Maestàdu palazzo del Popolo de San Gimignano
La première œuvre datée (1317) et signée par Lippo est la Maestà de San Gimignano : il s'agit d'une grande fresque (435 × 875 cm), réalisée dans la salle du Conseil du Palazzo Pubblico de la ville, la salle Dante. Le fait que l'œuvre soit payée conjointement à Lippo et à son père, Memmo di Filippuccio, suggère que le peintre n'était pas encore majeur, mais indique aussi le niveau atteint par sa maturité artistique et professionnelle.
Le client est le Siennois Nello di Mino Tolomei, podestat et capitaine du peuple de San Gimignano en 1317 et 1318, qui se fait représenter au premier plan, agenouillé au pied de la Vierge.
Exécutée deux ans après la Maestà de Simone Martini, cette fresque porte sa marque, à la fois dans la composition générale (la Vierge trône au centre avec deux rangs denses d'anges et de saints sur les côtés), et pour le grand baldaquin : même fond bleu, même baldaquin, même trône en forme de polyptyque, même présentation en profondeur de personnages aux visages partiellement recouverts. Le statisme est plus affirmé dans la disposition et la pose des personnages : la Vierge, hiératique et frontale, marque un relatif traditionalisme. La disposition spatiale des figures est plus rigoureuse : les têtes sont toutes au même niveau en isocéphalie, ce qui assure une respiration spatiale par rapport au baldaquin. Memmi reprend à Simone l'idée novatrice de décorer les auréoles des saints avec un pochoir à poinçonnage. La présence du commanditaire, le podestat Mino dei Tolomei, indique un degré moindre de transposition lyrique ; un certain « provincialisme » se fait sentir par rapport à l'œuvre toute proche de Simone. Cette Maestà témoigne des hésitations du peintres en train de renouveler le matériel figuratif et, surtout, sa mise en place.
Quatre figures, les deux dernières à droite et à gauche, sont réalisées par Bartolo di Fredi en 1367, année où il peint également les Histoires de l'Ancien Testament dans la collégiale de la ville. Une autre restauration est réalisée par Benozzo Gozzoli, dont les pieds des saints au-dessus des deux portes et une retouche du bleu du ciel.

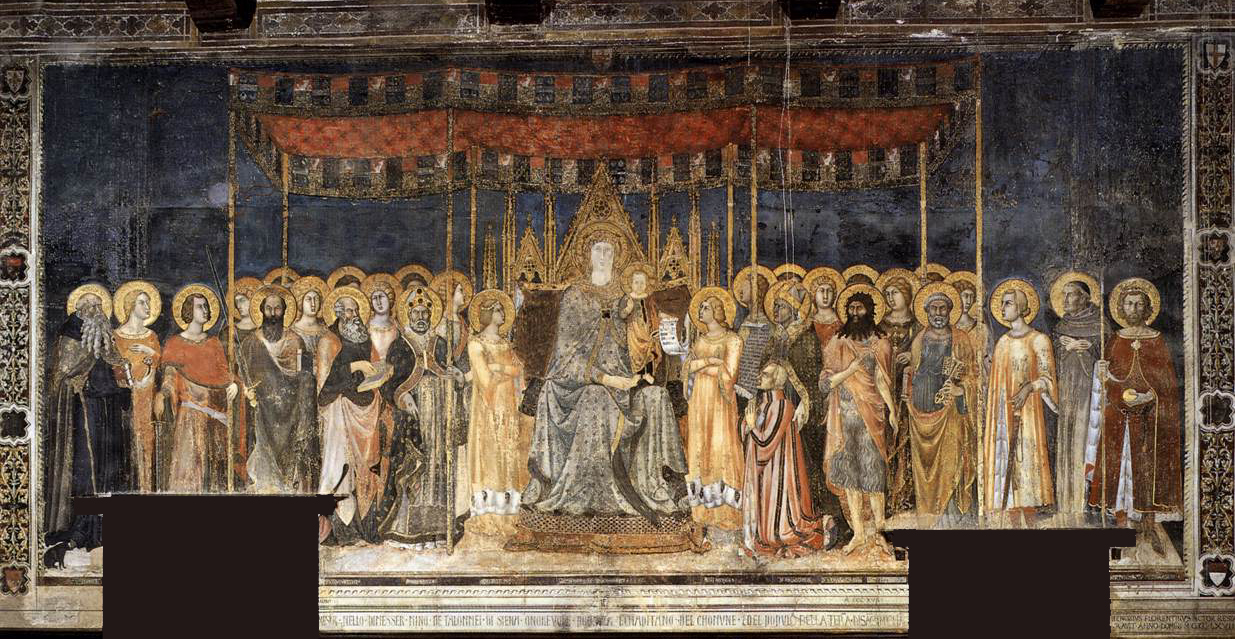
Maestà de San Gimignano.
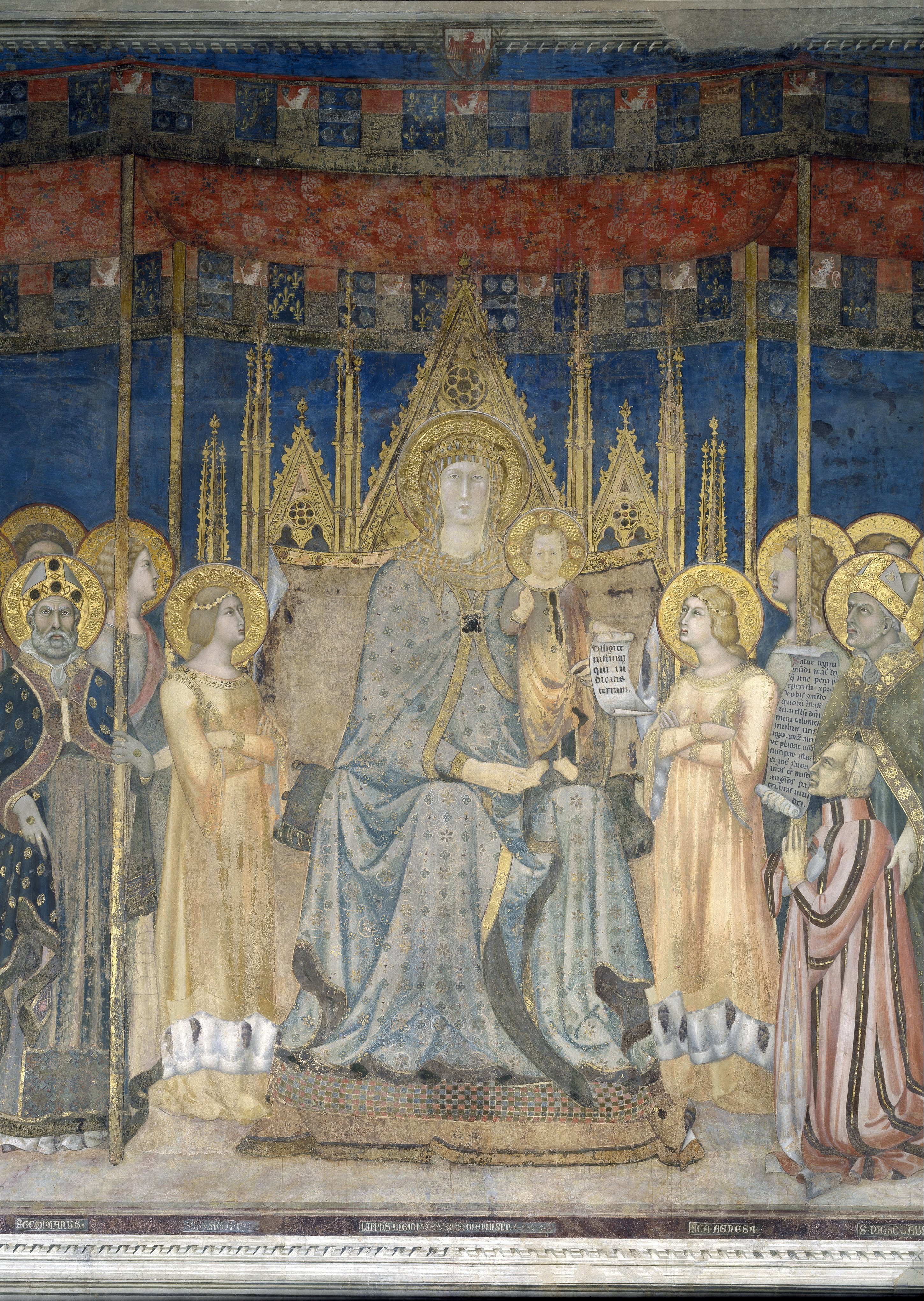
Lippo Memmi, détail de la Maestà de San Gimignano.

### Autres œuvres

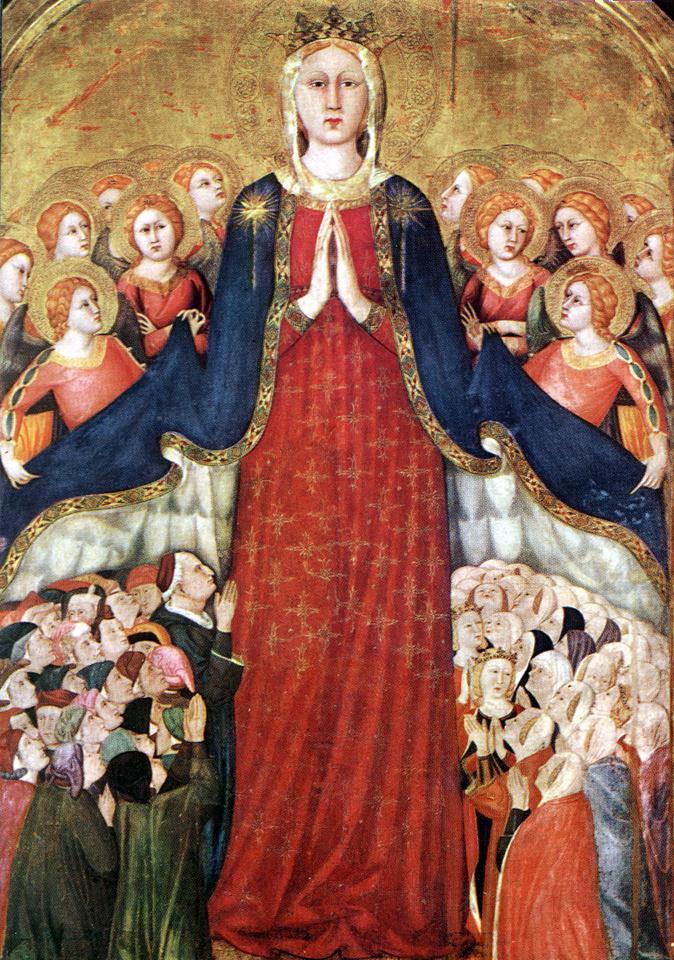
Madonna della misericordia, Duomo, Orvieto.

Avec d'autres Siennois, Lippo Memmi est l'un des artistes appelés lors de la construction de la cathédrale d'Orvieto où il crée l'extraordinaire panneau de la Madonna della Misericordia ou Madonna dei Raccomandati, daté de 1320 : le peintre a signé l'œuvre sur la marche au pied de la Vierge, bien que la main d'au moins un autre collaborateur ait exécuté les dévots agenouillés.
Vers 1330 (certains proposent une datation vers 1325), Lippo peint une Vierge à l'Enfant pour la basilique Santa Maria dei Servi à Sienne, connue sous le nom de Madonna del Popolo, objet d'une grande vénération et une de ses plus belles œuvres, maintenant à la pinacothèque nationale de Sienne. Sur le bord inférieur du cadre, l'inscription « LIPPUS MEMI [ME] PINXIT » est visible.
En collaboration avec Martini, en 1333, il peint un des chefs-d'œuvre gothiques du Trecento : l'Annonciation (maintenant conservée au musée des Offices à Florence) dans laquelle l'aristocratique finesse et la délicatesse qui porteront Sienne à être un des plus grands centres européens du gothique tardif en peinture, transparaissent déjà.
Plus tard, il réalise un Triomphe de saint Thomas d'Aquin pour le couvent de Santa Caterina à Pise, où il se trouve encore aujourd'hui. Ce couvent jouit d'une très grande considération entre les XIIIe et XIVe siècles et fut l'un des centres culturels les plus prestigieux de l'ordre dominicain grâce à son important studium dont l'établissement est attribué à saint Thomas d'Aquin en personne. Le saint est représenté au centre de la scène, assis dans la gloire, tout en montrant un texte avec l'incipit de sa Summa contra gentiles.

### Histoires du Nouveau Testamentdans la collégiale de San Gimignano
Les fresques avec les histoires du Nouveau Testament, finalement attribuées à Lippo et à son atelier (dans lequel son frère Federico doit avoir participé), ont été attribuées pendant des années (sur la base des déclarations équivoques de Ghiberti et Vasari) à un certain Barna de Sienne, un personnage sans aucune confirmation historique. Ce n'est que récemment que le cycle a été daté de la période entre 1335 et 1345 et attribué à la collaboration entre Lippo Memmi, qui a succédé à son père Memmo comme Pictor civicus à San Gimignano, et son frère Federico (ou Tederico).
Les fresques sont réparties sur trois bandes horizontales dans les six travées de la nef. Les histoires de l'enfance du Christ sont contenues dans les six lunettes de la bande la plus élevée.

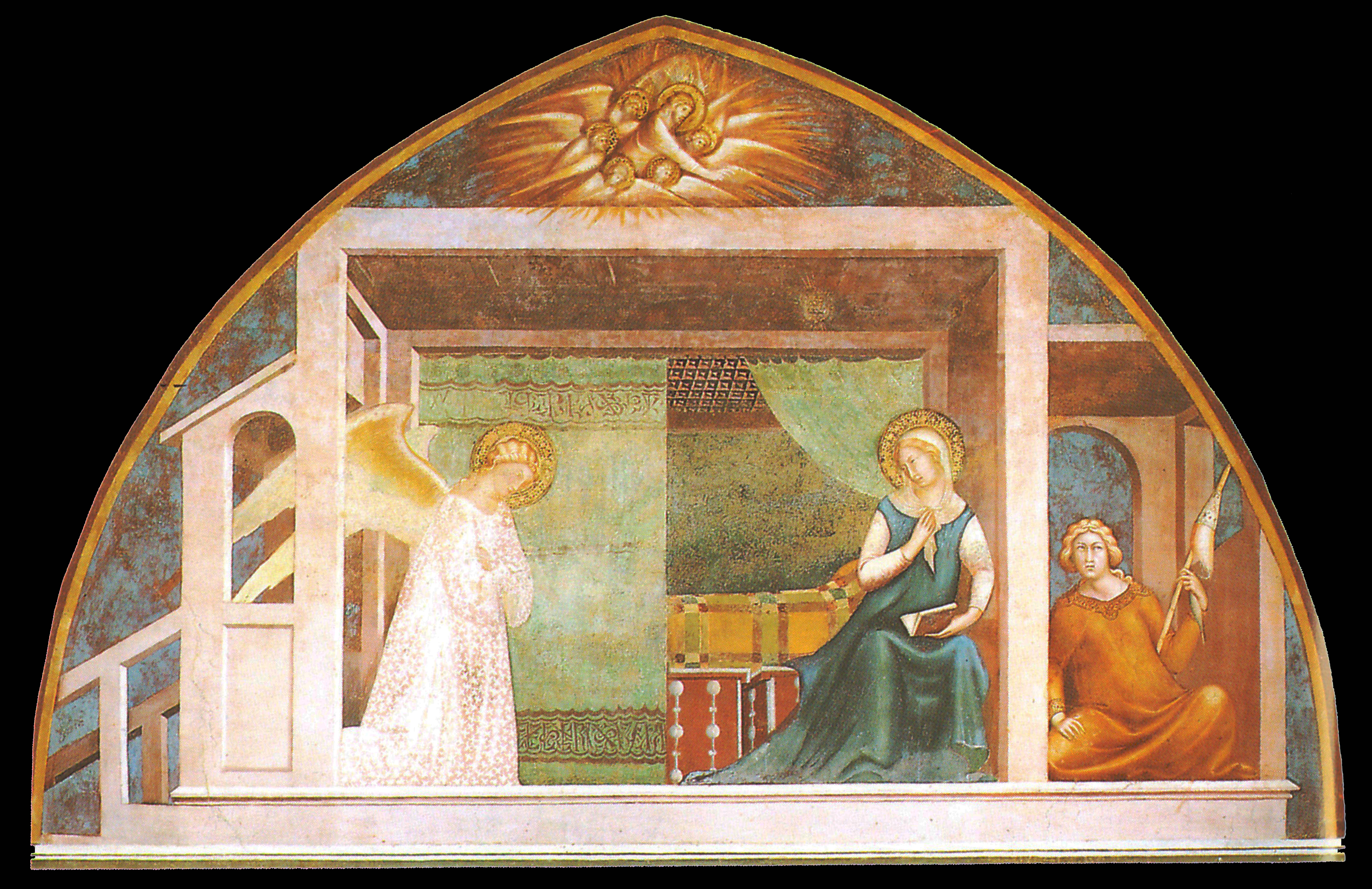
Annonciation.
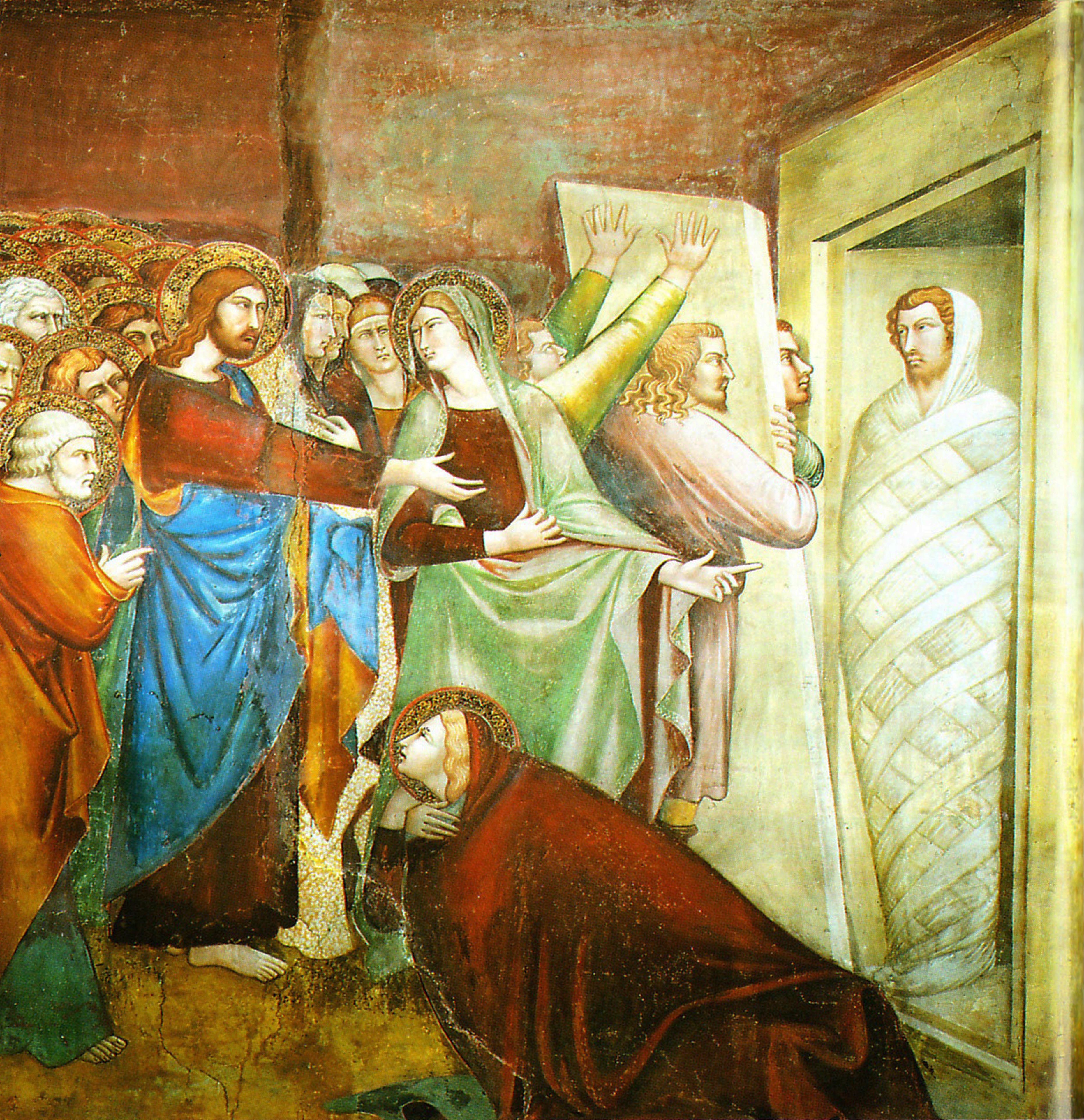
Résurrection de Lazare.
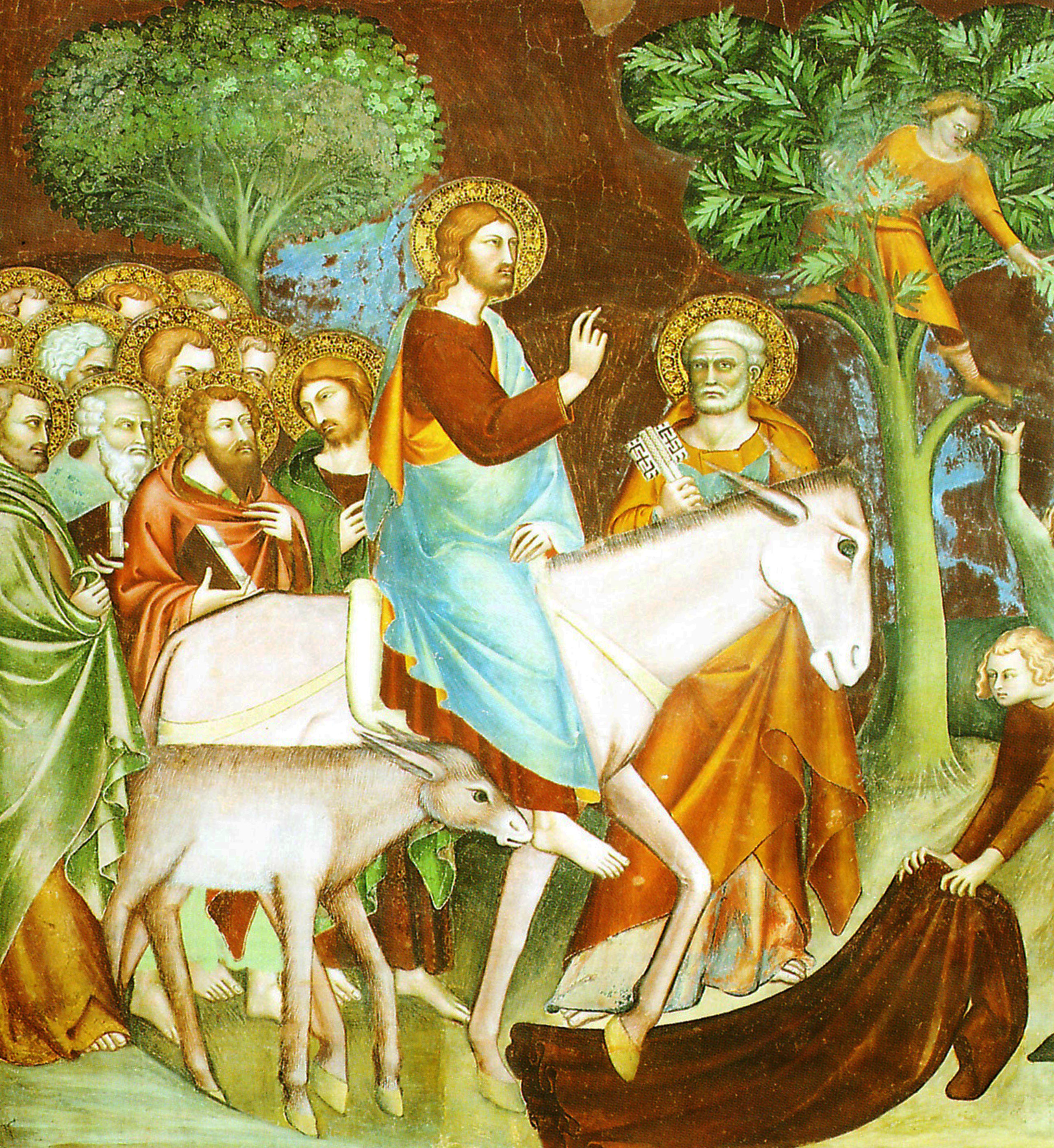
Entrée à Jérusalem.
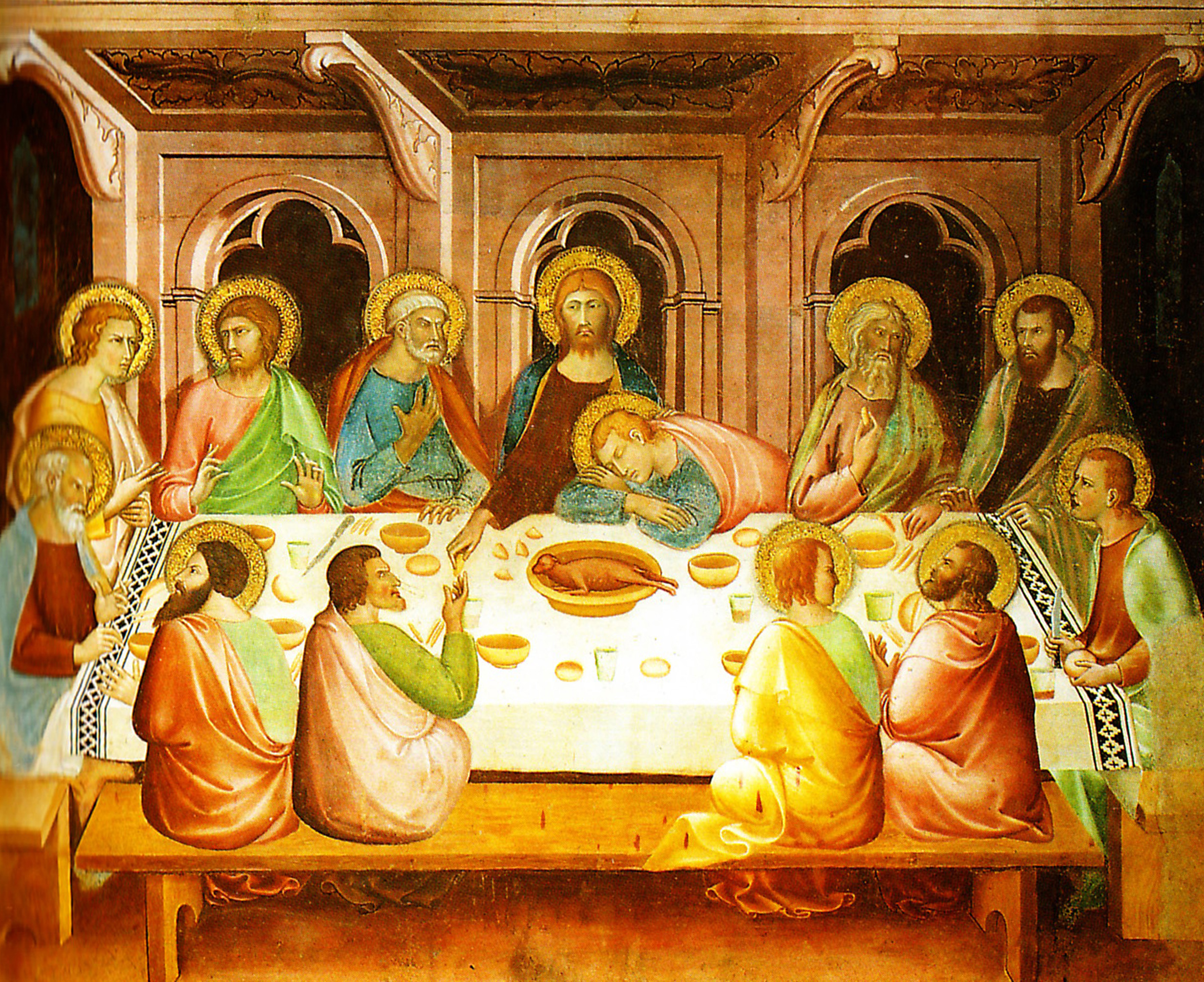
Dernière Cène.
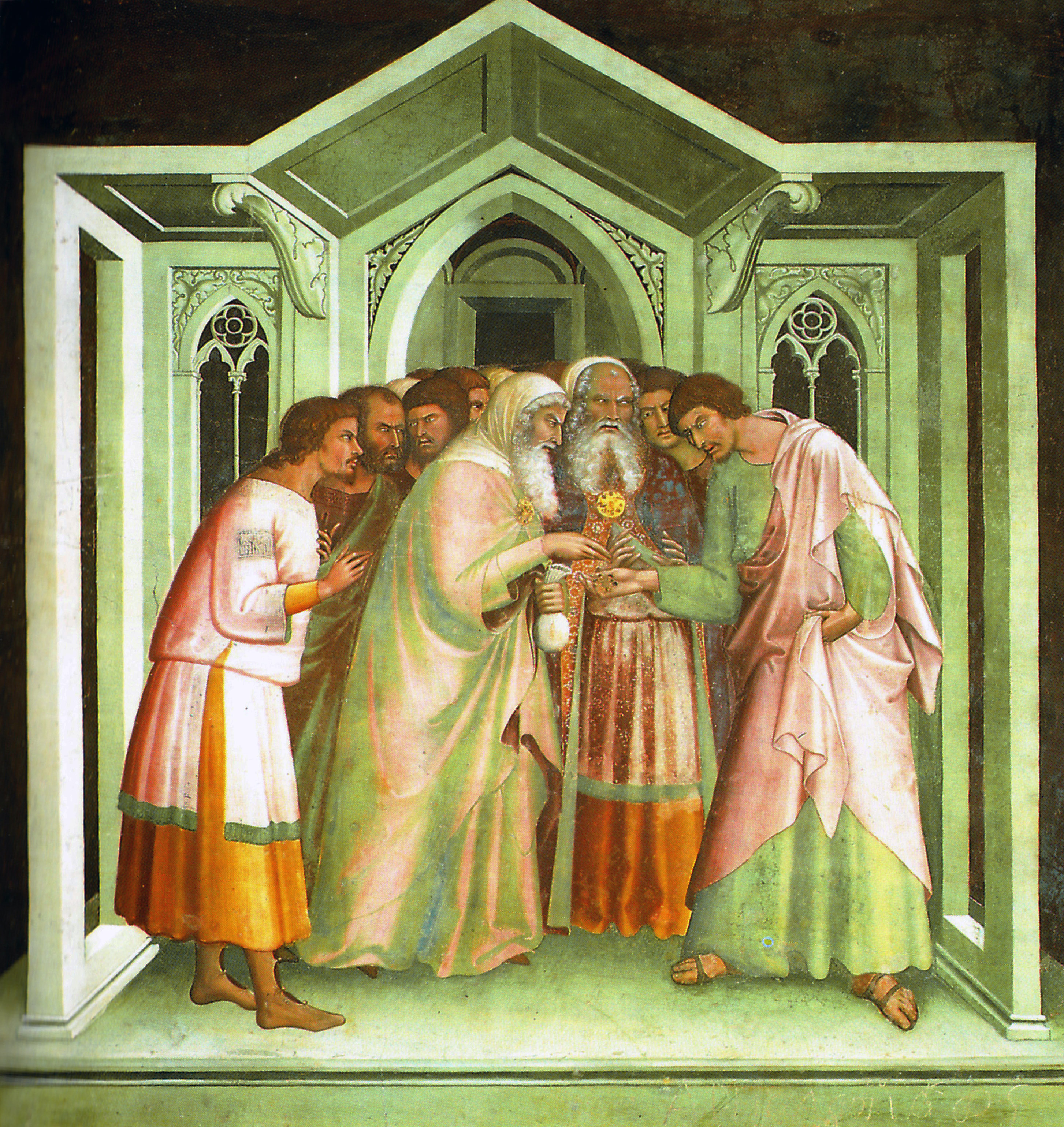
Trahison de Judas.

### Cour papale d'Avignon et retour à Sienne
Certains historiens soutiennent que Lippo a suivi Martini à la cour papale d'Avignon et qu'avec son frère Tederico, il a signé un tableau, perdu en 1347, pour l'église franciscaine de cette ville. Cependant, il est plus probable que les travaux ont été effectués à Sienne et ont ensuite été envoyés à Avignon :  en novembre de la même année, Lippo est attesté dans la ville toscane.
Une inscription mutilée, enregistrée par d'anciennes sources siennoises, rapporte la date de 1450 pour la fresque avec la Vierge, l'Enfant, un ange et les saints Paul, Pierre et Dominique dans le cloître de la basilique San Domenico' à Sienne, aujourd'hui dans la pinacothèque nationale de la ville.
Il exécute d'autres œuvres à Sienne jusqu'à sa mort en 1356.

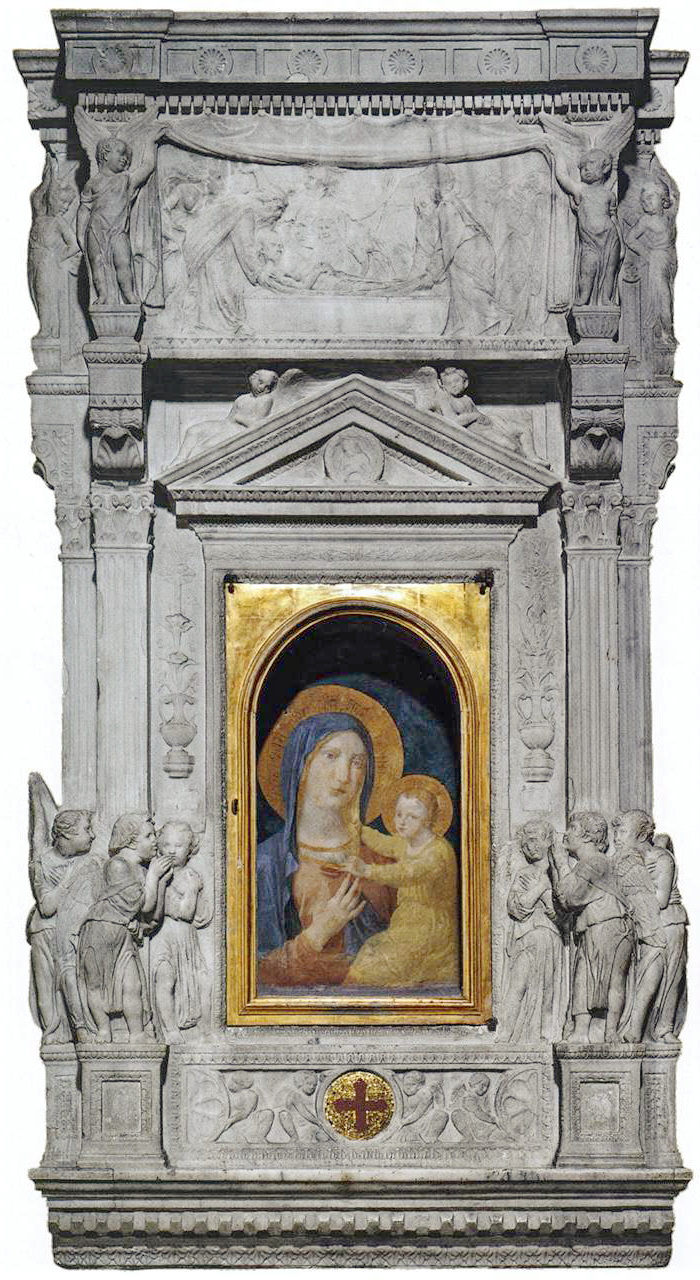
Madonna della Febbre, première œuvre artistique à être couronnée canoniquement par le pape Urbain VIII le 27 mai 1631. L'encadrement en marbre qui l'entoure est un ciborium de Donatello di Bard. Sacristie de la basilique Saint-Pierre, Rome.

Sa Madonna della Febbre est la première image vénérée de la Bienheureuse Vierge Marie à recevoir un couronnement canonique par un pape, Urbain VIII, le 27 mai 1631. L'image est depuis longtemps considérée comme miraculeuse et est conservée dans la chapelle de la sacristie du Saint-Sacrement à l'intérieur de la basilique Saint-Pierre de Rome.

## Style
Les figures de Memmi conservent la vue statique et généralement frontale de la génération précédente de maîtres tardifs du Duecento tels que Guido da Siena. Les caractéristiques communes de son travail documenté et attribué sont : des compositions sophistiquées, des figures rendues avec une rondeur faciale frappante, aux yeux étroits, avec les sourcils gracieux et le nez allongé.
Les personnages de Memmi sont considérés comme moins innovants que ceux de ses contemporains du Trecento, la sensibilité des lignes utilisées dans les visages et les yeux rappelle les conventions de la tradition byzantine. Bien qu'ils démontrent l'adhésion de Memmi aux conventions antérieures en mettant l'accent sur la fonction spirituelle de l'art médiéval, ils ne participent pas aux développements stylistiques tournés vers l'avenir de ses collègues siennois. Une description de son panneau de sainte Agnès (1300–1350) montre comment le style pictural de Memmi était moins sévère et anguleux que les œuvres du Duecento que son imagerie rappelait : « ... a des qualités plus douces et son esprit est tranquille ». En effet, sa représentation de l'émotion et de la réalité est également marquée par cette « douce tranquillité », laissant la représentation des personnages quelque peu archaïque, tout en projetant une vision rêveuse.
Memmi est remarquable pour ses auréoles d'étain estampées avec les motifs des rayons à la feuille d'or. Cet intérêt pour le dessin se reporte à son observation des tissus et de leur disposition. Il est également connu comme un grand miniaturiste, utilisant le sgraffite pour rendre délicatement les vêtements comme le montre la Vierge et l'Enfant (1350) au Metropolitan Museum of Art de New York, et l'Assomption de la Vierge (1340) à l'Alte Pinakothek à Munich. L'intérêt de Memmi pour le détail est évident dans ses compositions innovantes utilisant des formes géométriques simples, telles que la disposition circulaire des anges dans l'Assomption de la Vierge.
Le terme « Lippesque », inventé par Joseph Polzer, décrit l'effet global des dispositifs visuels de Memmi trouvés dans plusieurs représentations de la Vierge et du Christ. « Le Christ Enfant assis dans l'image centrale, et en particulier sa tête qui est ordonnée axialement et frontalement... des têtes proches en forme de sphéroïdes et qui partagent un grand front couronné par un tourbillon central de cheveux identique ». Ces éléments « Lippesques » sont visibles dans le panneau siennois de S. Maria dei Servi, que Polzer utilise pour démontrer la paternité de Memmi de la Vierge à l'Enfant et du Couronnement de la Vierge à la Gemäldegalerie de Berlin, plutôt que celle de Simone Martini.

## Attribution et héritage artistique

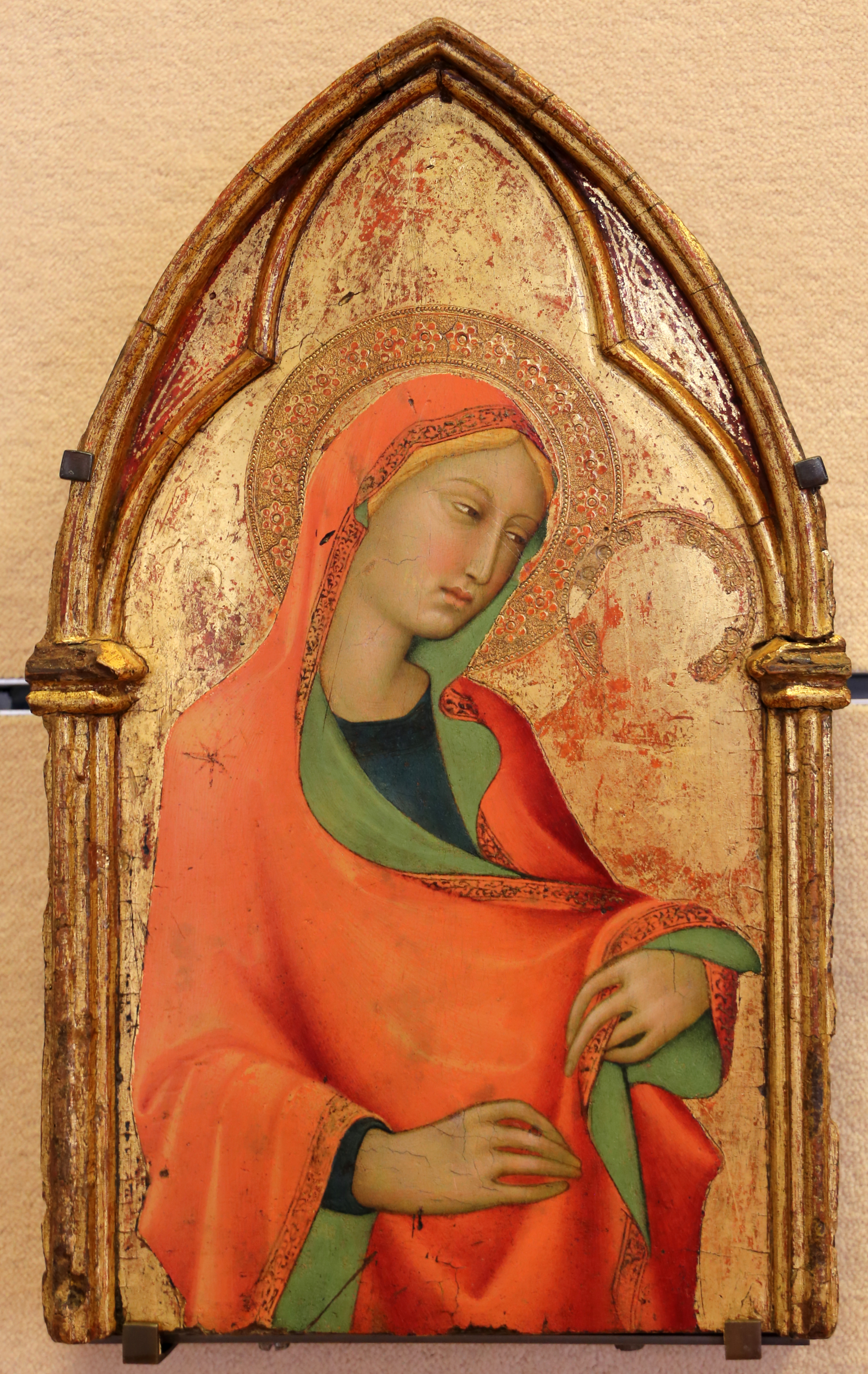
Lippo et Federico Memmi, Marie-Madeleine, vers 1344-1347.

Des recherches en cours sur des panneaux et des retables non signés de l'art siennois du début à la mi-Trecento, ont révélé l'influence plausible de Memmi sur divers artistes de la génération qui a suivi la propagation de la peste noire en 1348. Ainsi, une meilleure compréhension de son style et de ses réalisations artistiques continue d'émerger. Son statut d'artiste à l'expression personnelle, plutôt que simple artisan et « Fratello in Arte » de son beau-frère Simone Martini, est de plus en plus accepté.
Des recherches dans les années 1920 ont commencé à séparer les œuvres de Lippo Memmi de celles de Guido da Siena. Il a également été admis qu'un artiste portant le nom de Barna était son camarade d'études chez Simone Martini et un de ses collaborateurs artistiques. En attribuant le panneau de Sainte Agnès à Memmi, Heaton déclare qu'il s'agit « ... d'un panneau doté d'une unité de conception et de caractéristiques rarement trouvées dans les œuvres d'un artiste ne possédant pas une personnalité créative plus indépendante que celle de Lippo Memmi ».
Le cycle de fresques du Nouveau Testament dans la collégiale de San Gimignano, bien que datant des années 1340, est maintenant généralement attribué à Lippo Memmi. Traditionnellement, il était attribué à Barna de Sienne, mais on pense maintenant que cet artiste n'a jamais existé, même si l'attribution date de l'écriture du biographe d'art de la Renaissance Giorgio Vasari. Vasari a pris le nom d'un travail antérieur de Ghiberti, mais on pense que « Barna » aurait pu être transcrit à tort de « Bartolo », et fait référence à Bartolo di Fredi qui a peint le cycle de l'Ancien Testament dans l'allée opposée de l'église. Cela suggère que d'autres œuvres attribuées à Barna pourraient être des œuvres de Memmi et, de fait, son adhésion stylistique à Simone Martini devient moins contraignante.

### Atelier

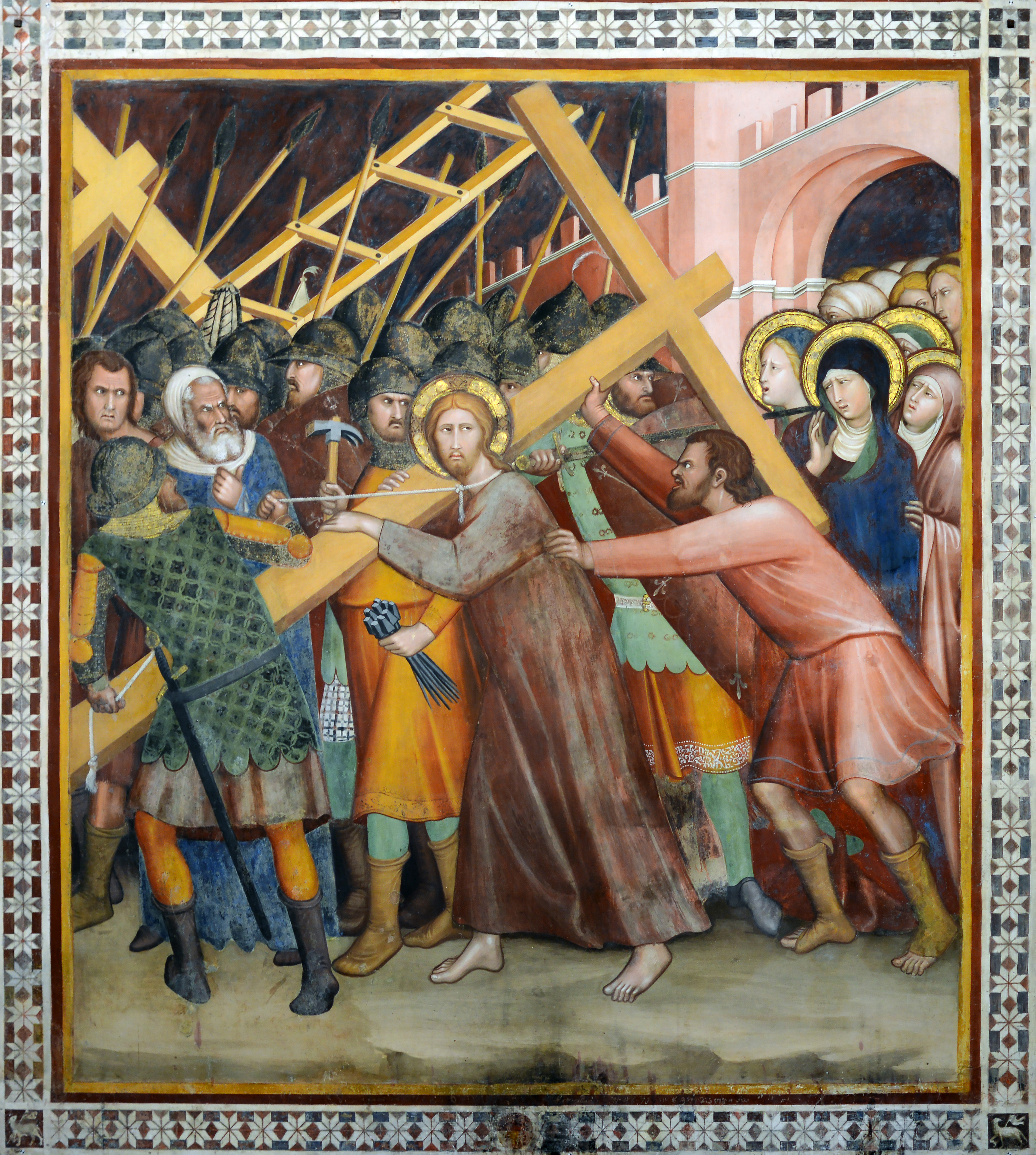
Tableau à San Gimignano ; peinture datée entre 1335 et 1345.

L'atelier a commencé avec le père de Lippo, Memmo di Filippucci. Ses premières œuvres, comme la Maestà de  San Gimignano de 1317 dans le Palazzo Comunale, sont une collaboration des deux. Dans les années 1330, l'atelier produit les panneaux du polyptyque d'Orvieto. Le frère de Lippo, Federico Memmi, participait à l'atelier avant 1343, à l'époque où le cycle du Nouveau Testament et d'autres œuvres attribuées à Barna de Sienne ont été produits.
Après le retour de Lippo à Sienne depuis Avignon, il y a peu de preuves d'interaction avec Simone Martini. L'influence de l'Assomption de Memmi sur Naddo Ceccarelli dans ses Anges Rebelles (un autre terme pour les anges déchus) suggère un lien stylistique plus direct entre les idées émergeant de l'atelier de Lippo et de la jeune génération d'artistes siennois apprenant sous sa direction.

### Collaboration avec Simone Martini
L'Annonciation de 1333 aux Offices à Florence est signée à la fois par Lippo et Simone. La contribution définitive de Memmi au panneau sont les auréoles et les rendus « en colonne » de sainte Marguerite et saint Ansanus qui terminent le panneau. Le travail d'écriture dans l'auréole de l'archange saint Michel et, sans doute, le fond de feuille d'or, sont également des contributions de Memmi.

## Travail à la feuille d'or et à l'étain
Memmi et Martini se sont probablement familiarisés avec le travail de la dorure avec le retable de Monaldeschi à Orvieto (environ 1320), consistant en un « dessin composite au poinçon d'un quadrilobe placé autour d'une rosace centrale ». Son dispositif le plus identifiable se trouve dans l'alternance de lignes longues et courtes représentant la lumière émanant des auréoles des saints et des anges, le plus célèbre étant dans l'Annonciation, mais est visible dans des œuvres tout au long de sa carrière, comme la Vierge et l'Enfant de New York, la Vierge de l'humilité de Berlin et sa petite Maestà dans le cloître San Domenico à Sienne.
La Maestà de Memmi à San Gimignano est frappante par les diverses méthodes de pastiglia et de dorure utilisées : étain doré sur les pinacles du trône, étain laminé avec feuille d'or pour les auréoles qui sont soigneusement rendues avec un poinçonnage complexe ; son utilisation de ces matériaux est décrit comme « une perfection soignée rarement rencontrée ailleurs ». L'examen des motifs et du degré de complexité du poinçonnage a permis aux historiens de reconnaître la main de Lippo Memmi et donne une idée plus claire de sa place dans les collaborations avec Simone Martini. Les dessins, la dorure et l'exécution des auréoles rayées sont similaires, mais montrent que les modèles matures de travail de dorure de Lippo Memmi dans laMaestà de San Gimignano sont présents dans les motifs plus simples et la ligne moins développée qu'il a appliqué à la Maestà de Martini de 1315 au Palazzo Pubblico de Sienne.

## Principales œuvres

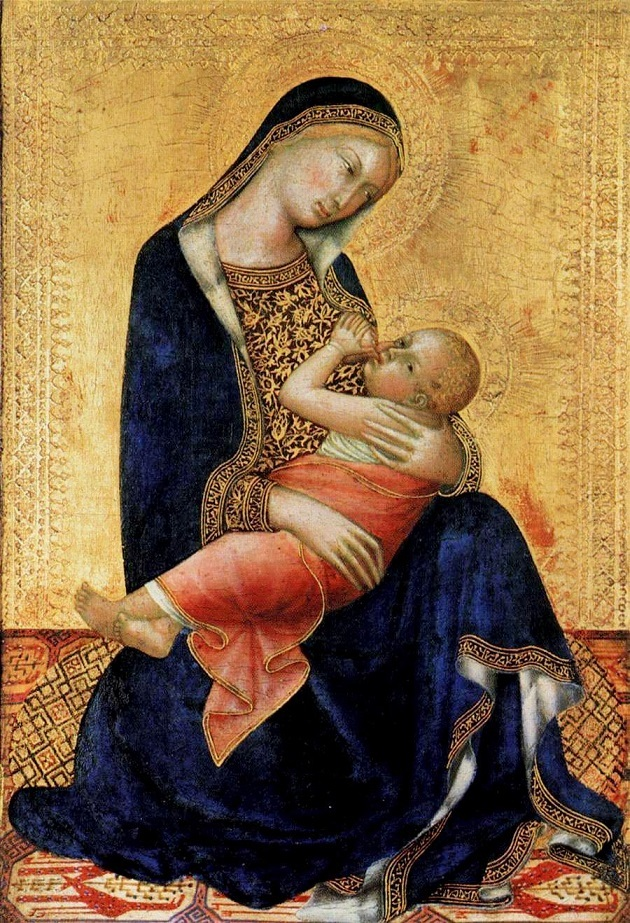
Madonna de l'humilité, 1340-45, Berlin Dahlem.

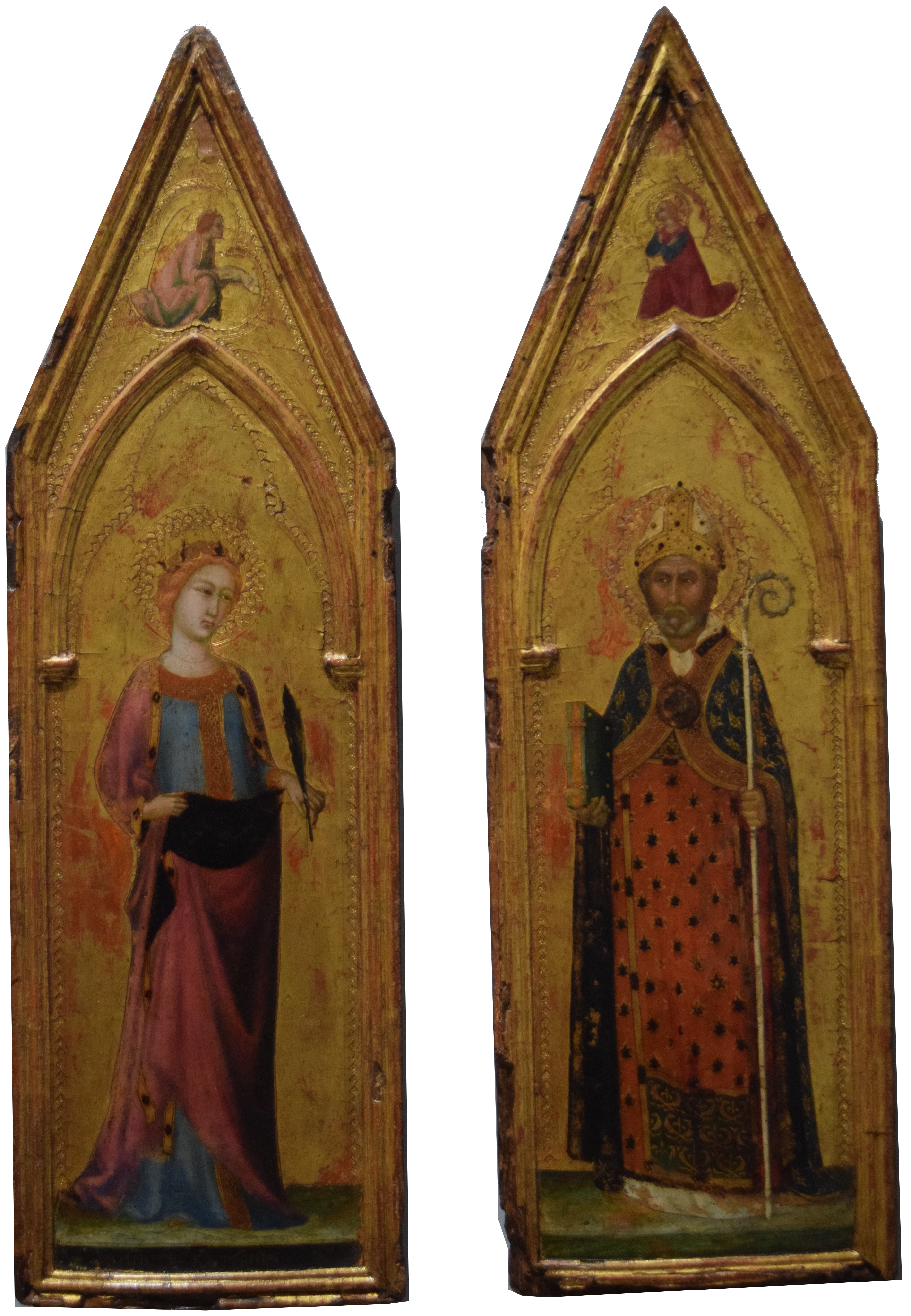
Sainte Martyre et saint évêque, musée de Tessé, Le Mans.

- Vierge en majesté avec l'Enfant  et les  saints - Fresques, église Sant'Agostino, San Gimignano.
- Vierge en majesté avec l'Enfant, saint Paul et un ange - Fresque détachée, 130 × 308 cm, Pinacothèque nationale, Sienne.
- Vierge en majesté avec l'Enfant  et les saints - Panneau signé, Lindenau-Museum, Altenbourg.
- Vierge en majesté avec l'Enfant, les anges et les saints (également connu sous le nom de Maestà de San Gimignano, 1317) - Fresque signée, Palazzo del Popolo, San Gimignano.
- Vierge à l'Enfant et donateur - 56 × 24 cm, National Gallery of Art, Washington.
- Polyptyque de San Paolo a Ripa d'Arno : panneau latéral avec Sainte Marie Madeleine, Musée du Petit Palais, Avignon.
- Vierge à l'Enfant et aux saints - 34 × 25 cm, Musée Isabella Stewart Gardner, Boston.
- Vierge de la miséricorde (Madonna dei Raccomandati, vers 1320) - Cathédrale d'Orvieto.
- Vierge à l'Enfant et  polyptyque des saints - Église San Niccolò, Casciana Alta.
- Polyptyque démantelé pour l'église Saint-François de Colle di Val d'Elsa (vers 1330–1340) - Panneaux dans plusieurs musées, dont la Gemäldegalerie de Berlin, la National Gallery of Art de Washington, le musée du Louvre à Paris et le musée Poldi Pezzoli à Milan
- Vierge à l'Enfant (Madone du peuple, vers 1325–1330) - 78 × 51 cm, Santa Maria dei Servi, Sienne.
- Diptyque signé et daté (1333) :
  - Vierge à l'Enfant - Gemäldegalerie, Berlin.
  - Saint Jean-Baptiste - 44 × 21 cm, Collection WB Golovin, New York.
- Vierge à l'Enfant - 50 × 39 cm, Musée d'art Nelson-Atkins, Kansas City.
- Bénédiction du Rédempteur - Lieu inconnu, dernière mention à Turin en 1987.
- Vierge à l'Enfant et le Christ Rédempteur - Panneau, 149 × 57 cm, Pinacothèque nationale, Sienne.
- Vierge à l'Enfant (Madone de l'humilité) - 33 × 24 cm, Gemäldegalerie, Berlin.
- Vierge en majesté avec son enfant et son donateur (vers 1325–1330) - 78 × 51 cm, Musée diocésain, Asciano.
- Polyptyque des Saints :
  - Saint Jean-Baptiste - Lindenau-Museum, Altenburg.
  - Saint Pierre et Saint Paul - Collezione Chiaramonte Bordonaro, Palerme.
  - Saint Jacques - Musée national San Matteo, Pise.
- Diptyque démantelé (vers 1330–1340) :
  - Crucifixion - 60 × 29 cm, musée du Louvre, Paris.
  - Vierge à l'Enfant, anges et les saints Jean-Baptiste et François d'Assise - 67 × 33 cm, Metropolitan Museum of Art, New York.
- Pinacle polyptyque avec Saint Antoine de Padoue - 41 × 19 cm, Collection Frick, New York.
- Apothéose de sainte Catherine - Couvent Santa Caterina, Pise.
- Triomphe de saint Thomas d'Aquin, (1323) Couvent Santa Caterina, Pise.
- Histoires du Nouveau Testament (vers 1338-1345) - Cycle de fresque, Collégiale de San Gimignano.
- Annonciation entre les saints Ansan et Marguerite, pour l'église Sant' Ansano , de Sienne, aujourd'hui au  musée des Offices de Florence.
- Dessins d'exécution du faîte de la Torre del Mangia de Sienne.
- Sainte Martyre et Saint Évêque, Musée de Tessé, Le Mans.